# Odpowiedzialność deliktowa
Odpowiedzialność deliktowa (łac. ex delicto, z czynu niedozwolonego) – jeden z dwóch tradycyjnie wyróżnianych reżimów odpowiedzialności cywilnej. Wyróżnia się ją ze względu na źródło zobowiązania, którym jest dopuszczenie się czynu niedozwolonego. Zdarzenie to powoduje powstanie między sprawcą a poszkodowanym (wyjątkowo również między sprawcą a inną osobą) cywilnoprawnego stosunku zobowiązaniowego.
Odpowiedzialność deliktowa jako specyficzny reżim odpowiedzialności jest znana w prawie już od czasów starożytnych. Obecny zrąb unormowań odpowiedzialności deliktowej w systemach prawa kontynentalnego wywodzi się zasadniczo z prawa rzymskiego. W systemach prawa rodziny common law analogiczna do odpowiedzialności deliktowej jest odpowiedzialność z tytułu torts.
W polskim prawie cywilnym odpowiedzialność cywilną z tytułu czynów niedozwolonych regulują przepisy art. 415–449 Kodeksu cywilnego. Przepisem fundamentalnym dla tego reżimu jest art. 415: Kto z winy swej wyrządził drugiemu szkodę, obowiązany jest do jej naprawienia.
Pozostałe przepisy uszczegóławiają tę zasadę albo ustanawiają od niej wyjątki. Odpowiedzialność deliktową regulują również ogólne przepisy prawa zobowiązań, zawarte w art. 353–404 Kodeksu cywilnego.

## Zasady odpowiedzialności
Podstawowe:
- wina
- ryzyko.

Gdy stanowią tak przepisy szczególne:
- zasady słuszności – jeżeli wymagają tego zasady współżycia społecznego
- zasada gwarancyjno-repartycyjna
- zasada absolutnej odpowiedzialności.

## Przesłanki odpowiedzialności
Przesłankami odpowiedzialności deliktowej są:
- powstanie szkody
- popełnienie przez sprawcę czynu niedozwolonego
- związek przyczynowy między szkodą a czynem zabronionym
- wina sprawcy.

Brak którejkolwiek z tych przesłanek wyłącza odpowiedzialność sprawcy czynu [ekskulpacja]. Zgodnie z ogólną zasadą prawa cywilnego (art. 6 kc) ciężar dowodu spoczywa na osobie dochodzącej roszczeń z tytułu czynu niedozwolonego, przy czym w przypadku odpowiedzialności za delikt ponoszonej na zasadzie ryzyka wystarczające jest wykazanie powstania szkody, zaś zobowiązany do naprawienia szkody może uwolnić się od odpowiedzialności po wskazaniu przesłanek egzoneracyjnych (np. samoistny posiadacz budowli według art. 434 kc lub posiadacz pojazdu mechanicznego według art. 436 kc).

### Szkoda
Zasady odpowiedzialności za wyrządzoną szkodę w rozumieniu prawa cywilnego wskazuje art. 361 § 1 kc. Zgodnie z nim sprawca ponosi odpowiedzialność za szkodę wyrządzoną wskutek zdarzenia, przy czym dla przyjęcia jego odpowiedzialności musi istnieć związek przyczynowy między zdarzeniem a powstałą szkodą (czyli szkoda musi powstać wskutek pewnego zdarzenia).
Zasadą jest pełne naprawienie szkody; w odniesieniu do odpowiedzialności deliktowej nie istnieją przepisy pozwalające na miarkowanie odszkodowania, jednak wysokość odszkodowania może być zmniejszona w zależności od okoliczności zdarzenia, jak też i stopnia winy obu stron (np. w przypadku przyczynienia się poszkodowanego) – art. 362 kc.

### Czyn niedozwolony
Pojęcie czynu niedozwolonego rozumie się w sposób specyficzny dla prawa cywilnego – chodzi tu nie tylko o czyn zabroniony pod groźbą kary przez prawo karne lub prawo administracyjne, lecz o każdy czyn naruszający porządek prawny. Tak więc nie każdy czyn niedozwolony jest przestępstwem albo wykroczeniem. Niektóre „czyny niedozwolone” w rozumieniu Tytułu VI ks. III kodeksu cywilnego są niedozwolone wyłącznie z nazwy (odpowiedzialność na zasadzie ryzyka, np. za szkodę wyrządzoną „przez ruch przedsiębiorstwa lub zakładu” według art. 435 k.c.). W istocie jest to obciążenie obowiązkiem naprawienia szkody wynikającej z czynu zgodnego z prawem.

### Związek przyczynowy
Aby można było sprawcy czynu niedozwolonego przypisać czyn, należy wykazać istnienie związku przyczynowego między bezprawnością czynu a spowodowaną przezeń szkodą. Należy przede wszystkim sprawdzić, czy pozostają one w relacji następstwa (czyn → szkoda) oraz ustalić adekwatność związku między nimi, to znaczy ustalić, czy zaistniała szkoda jest normalnym następstwem czynu.

## Wina
Wina jest to personalna zarzucalność popełnionego czynu. Na gruncie prawa cywilnego składa się ona z dwóch elementów:
- obiektywnego – bezprawność postępowania dłużnika, tj. niezgodność zachowania się dłużnika z istotą obowiązków wynikających z treści zobowiązania, np. niewykonanie lub nienależyte wykonanie zobowiązania
- subiektywnego – wadliwość postępowania w znaczeniu podmiotowym, tj. podjęcie i przeprowadzenie przez dłużnika decyzji ocenianej jako niewłaściwa albo niepodjęcie i niewykonanie decyzji, która w danych okolicznościach powinna była nastąpić.

Stopnie winy na gruncie cywilistyki:
- wina umyślna (łac. dolus) – działanie albo zaniechanie
- wina nieumyślna (łac. culpa) – niedbalstwo (łac. neglegentia), tj. niedołożenie należytej staranności (oceniane obiektywnie).

Dla istnienia odpowiedzialności cywilnej stopień winy nie ma znaczenia.

## Wyłączenie odpowiedzialności
Małoletni, który nie ukończył lat trzynastu, nie ponosi odpowiedzialności za wyrządzoną szkodę (art. 426 kc). Sprawca, który ponosi odpowiedzialność na zasadzie winy, musi być poczytalny, czyli wykazywać brak wad w zakresie swobody przejawiania woli i możliwości przewidywania skutków swojego postępowania, chyba że zakłócenie czynności psychicznych ma miejsce wskutek użycia napojów odurzających lub innych podobnych środków (art. 425 § 2 kc). Jednak przy braku osoby odpowiedzialnej za nadzór takiego sprawcy można mimo wszystko żądać naprawienia szkody bezpośrednio przez sprawcę, zwłaszcza jeśli z porównania stanu majątkowego sprawcy i poszkodowanego wynika, że wymagają tego zasady współżycia społecznego (art. 428 kc).
Istnieje kilka postaci wyłączeń odpowiedzialności:
- jeżeli była oparta na zasadzie winy – ekskulpacja
- jeżeli była oparta na zasadzie ryzyka – egzoneracja.

## Sankcje
Typową sankcją odpowiedzialności deliktowej jest obowiązek naprawienia szkody. Może przybierać on różne postacie:
- przywrócenia stanu poprzedniego
- odszkodowania
- zadośćuczynienia.

## Przedawnienie roszczeń
Obecnie kwestię przedawnienia roszczeń o naprawienie szkody reguluje art. 4421 kc:

Art. 4421. §  1. Roszczenie o naprawienie szkody wyrządzonej czynem niedozwolonym ulega przedawnieniu z upływem lat trzech od dnia, w którym poszkodowany dowiedział się albo przy zachowaniu należytej staranności mógł się dowiedzieć o szkodzie i o osobie obowiązanej do jej naprawienia. Jednakże termin ten nie może być dłuższy niż dziesięć lat od dnia, w którym nastąpiło zdarzenie wywołujące szkodę.

§  2. Jeżeli szkoda wynikła ze zbrodni lub występku, roszczenie o naprawienie szkody ulega przedawnieniu z upływem lat dwudziestu od dnia popełnienia przestępstwa bez względu na to, kiedy poszkodowany dowiedział się o szkodzie i o osobie obowiązanej do jej naprawienia.

§  3. W razie wyrządzenia szkody na osobie, przedawnienie nie może skończyć się wcześniej niż z upływem lat trzech od dnia, w którym poszkodowany dowiedział się o szkodzie i o osobie obowiązanej do jej naprawienia.

§  4. Przedawnienie roszczeń osoby małoletniej o naprawienie szkody na osobie nie może skończyć się wcześniej niż z upływem lat dwóch od uzyskania przez nią pełnoletniości.